# Sóller
Sóller (en catalan et en castillan) est une commune située au nord-ouest de l'île de Majorque, au pied la chaîne montagneuse de la Serra de Tramuntana. Elle dispose d'un port sur la mer Méditerranée. L'île de Majorque fait partie de la communauté autonome des Îles Baléares en Espagne.

## Étymologie
Sóller viendrait de "Sulliar", la "vallée d'or", en langue arabe par allusion aux citrons qui y sont cultivés.
Ses habitants sont appelés les Sollerics.

## Géographie
La ville proprement dite s'étend sur environ 3 kilomètres, du port de Sóller sur la côte jusqu'à la commune de Fornalutx et au hameau de Biniaraix à l'intérieur d'une grande vallée au pied de la chaîne montagneuse de la Serra de Tramuntana. Le phare de Cabo Gros, perché sur le promontoire ouest de la rade, et le phare de Punta de Sa Creu à l'est, marquent l'entrée du port.

## Histoire
Le site est occupé par les Romains, suivis des Byzantins.
L'occupation maure (903-1229) est mal documentée.
Après la reconquête de Majorque ou conquesta de Jacques Ier d'Aragon, le vaste ban de Sóller est partagé entre trois seigneurs investisseurs et participants de la croisade, le comte d'Ampurias, le vicomte de Béarn et l'évêque de Gérone.
Les attaques de pirates venus d'Afrique du nord sont constantes. Celle du 11 mai 1561, une attaque brutale d'une forte escadre de pirates maures laisse son empreinte dans la mémoire du village.
Les sœurs Catalina et Francisca Casasnoves, "dames vaillantes", résistent courageusement aux agresseurs. Le capitaine Joan Angelats sauve le village,.
L'évènement est célébré chaque année, autour du 11 mai, lors de la Firò.
Lors de la révolution française, des émigrants français s'installent à Soller, déjà réputé pour son commerce d'agrumes.
À la fin du XIXe siècle, les habitants du village émigrent en nombre pour l'Amérique du Sud (Cuba, Porto Rico, Mexique).
Des Sollerics participent au peuplement de l'Algérie française.
En 1912, la voie ferrée pour Palma désenclave le village et facilite le commerce.
L'immigration des habitants de Sóller se tourne vers la France ainsi que vers les pays européens.
En 1997, l'ouverture du tunnel percé sur la route de Palma à Sóller désenclave davantage encore le village ; son utilisation est gratuite depuis 2018.

## Blason
Les armes de Sóller sont visibles sur l'un des murs de la mairie.

## Administration
Sóllers appartient à la comarque de Serra de Tramuntana. Six lieux-dits sont rattachés à la commune :
- le Port de Sóller,
- l'Horta de Sóller,
- le hameau de Biniaraix
- le hameau de Fornalutx
- le hameau de Binibassi
- s'Alqueria des Comte.

### Jumelage
Le 28 novembre 2016, le conseil municipal de Port-Vendres vote à l'unanimité la décision de passer un accord de jumelage avec Sóller, en autorisant son Maire à signer le protocole d'entente et à engager les démarches nécessaires pour la création d'un comité de jumelage, formalisé par la désignation des membres lors du conseil municipal du 13 décembre 2016.

### Transports
La ville possède aussi une ligne de tramway, longue de 4,8 kilomètres qui la relie à Port de Sóller.
Sóller est reliée à Palma par un chemin de fer, ainsi que par deux routes, l'une, montagneuse et l'autre, à travers la vallée et dotée d'un tunnel. La route de montagne passe par le col de Sóller ; longue de dix-huit kilomètres, elle comporte dans la montée exposée au sud, des champs d'oliviers et dans la descente, exposée au nord, des chênes et des pins. La route d'Andratx à Pollença passe également à travers la vallée.

Localisation de l'île Majorque dans les Îles Baléares.
Localisation de Sóller dans l'île de Majorque.
Localisation de la comarque de la Serra de Tramuntana dans l'île de Majorque.

## Économie
L'économie repose sur le tourisme et l'agriculture concentrée sur la production d'agrumes, d'olives et d'amandes. En effet, le climat est particulièrement propice à la culture des citrons et des oranges.

## Patrimoine culturel

### Monuments

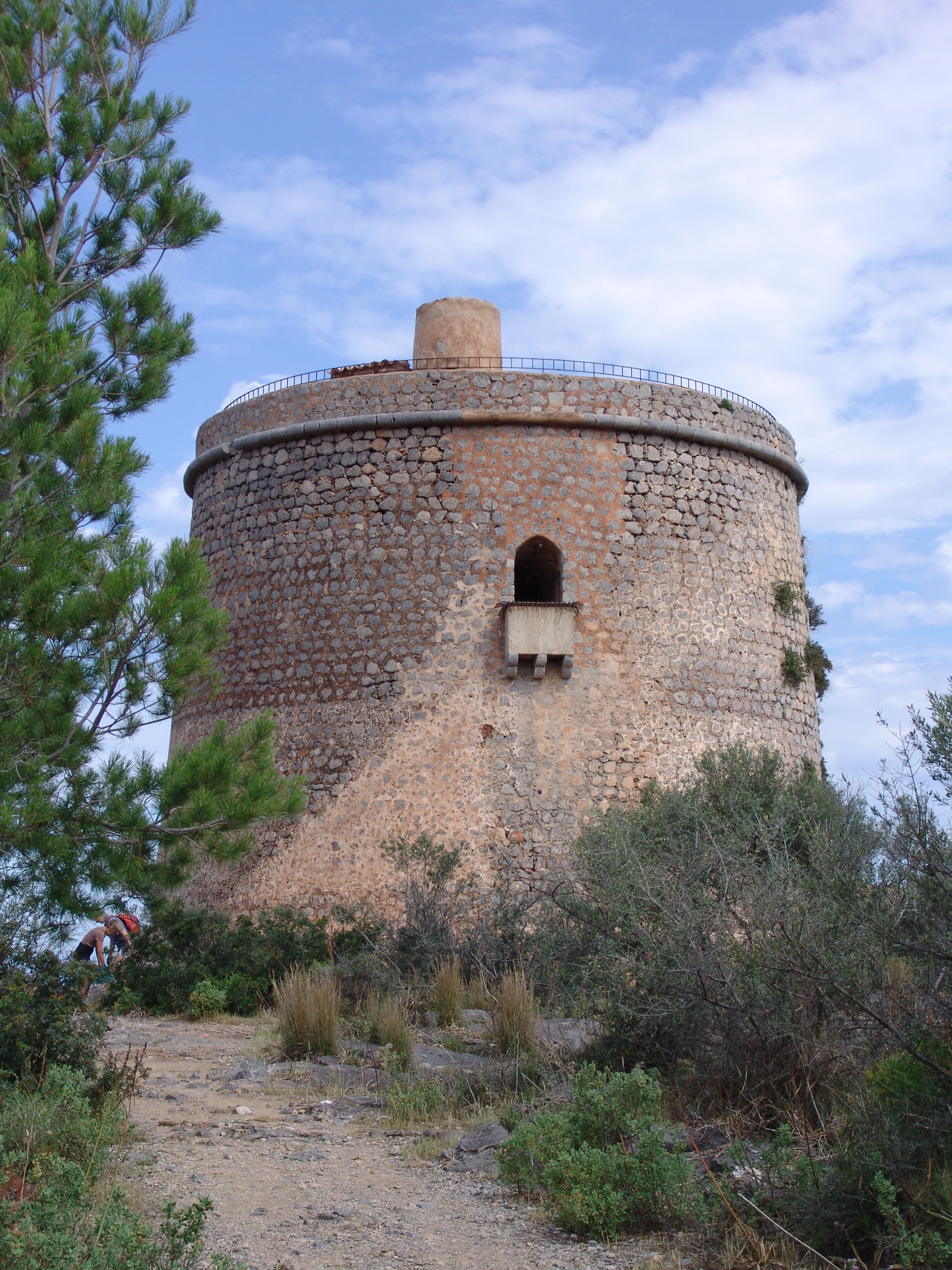
Torré Picada

Sóller est connue pour ses maisons construites au début du XXe siècle par des autochtones ayant étudié en Espagne ou encore en France puis revenus sur place. C'est pourquoi le style du modernisme catalan y est bien implanté.
L'immeuble qui jouxte l'église paroissiale, abritant une banque, a été remanié au début du XXe siècle par l'architecte Rubió i Bellver, disciple d'Antoni Gaudí.
L'endroit était fortifié en raison des razzias et de la domination sarrasine de la région au Moyen Âge ; il reste un tronçon de muraille près de l'église paroissiale.
La Torre Picada (tour de guet) à côté du port a été construite au XVIe siècle à la demande de Guillem de Rocafull à la suite des incursions maures de 1561. Elle fait partie d'un réseau de tours de guet (de l'arabe atalaya, al-talaya, tour de guet).

### Musées
Le musée Can Prunera de Soller expose des œuvres modernes, contemporaines ou récentes.
Le musée des sciences naturelles est situé dans le Jardin botanique de Sóller.

### Culture
- Cercle Solleric

### Festivals
Depuis 1980, Sóller accueille, chaque année durant une semaine au mois de juillet, un festival international de folklore Sa Mostra.
Les correfocs ont lieu tous les ans, fin août.
La fête Sa Fira se tient tous les mois de mai ; elle est souvent couplée avec la fête Firò, reconstitution de l'agression des pirates maures de 1561.

### Sport
- Club Football Sóller